# 阴生小檗
阴生小檗（学名：Berberis umbratica）为小檗科小檗属的植物，是中国的特有植物。分布于中国大陆的西藏等地，生长于海拔3,340米的地区，见于冷杉林下，目前尚未由人工引种栽培。